# Капуас (притока Баріто)
Капуас (індонез. Kapuas) — річка на індонезійській території острова Калімантан. Завдовжки близько 600 км, площа водозбірного басейну — понад 16 000 км². Впадає в річку Баріто неподалік від впадіння тієї в Яванське море.
Має досить суттєве транспортне значення. Води річки зазнають значного забруднення внаслідок господарської діяльності людини.

## Географічне положення і гідрографічні дані

Капуас на мапі відповідної частини Калімантану

Річка протікає індонезійською територією Калімантану, що належить до Великих Зондських островів Малайського архіпелагу, в межах індонезійської провінції Центральний Калімантан (здебільшого в межах округу Капуас).
Довжина річки становить близько 600 км, площа водозбірного басейну — більш як 16 000 км². Максимальна ширина — близько 450 метрів, глибина до 6 метрів.
Дебіт схильний до істотних сезонних коливань. Найвищих показників він досягає зазвичай у квітні та листопаді, у періоди максимальних атмосферних опадів. Середньорічний дебіт — 7624 м³/с. Періодично сезонні розливи річки призводять до повеней, які, з урахуванням пологого рельєфу берегів у нижній і середній течії, іноді охоплюють досить великі площі. Наприклад, у жовтні 2010 року, через підйом рівня води в Капуасі на 2 метри в районі Гунунг-Мас округу Капуас, виявилися затопленими кілька сіл.
Витоки розташовані в центральній частині Калімантану на південному схилі хребта Мюллер. Річка протікає спочатку гірською, переважно лісистою, місцевістю, потім — рівниною, також переважно лісистою і місцями болотистою. У верхній течії вельми звивиста, на багатьох ділянках порожиста. У нижній течії є кілька островів.
Є притокою річки Баріто, яка впадає в Яванське море, приблизно в 50 км вище її гирла. Дві річки зливаються в межах населеного пункту Куала-Капуас, адміністративного центру округу Капуас (його назва буквально перекладається з індонезійської мови як «гирло Капуаса»).

## Транспортне і господарське значення
Капуас є однією з основних воднотранспортних артерій провінції Центральний Калімантан. Річка судноплавна на відстані до 420 км від гирла. Основний обсяг вантажних перевезень забезпечують кам'яне вугілля, яке видобувають у верхів'ях річки, ліс і будматеріали. У місті Куала-Капуас між двома берегами річки діє поромне сполучення. 29 липня 2014 року затонув один із міських поромів, що спричинило загибель щонайменше 16 осіб.
Уздовж всієї течії річки через неї наведені десятки різних за конструкцією мостів, як автодорожніх, так і пішохідних. Наприкінці 2000-х — на початку 2010-х років влада округу Капуас провела ремонт і модернізацію більш як половини мостів. 3 квітня 2009 року стався обвал мосту на території села Лунгку-Лаянг (район Тімпах), що призвів до загибелі одного і важких поранень шістьох робітників, які проводили його ремонт.
На річці активно практикують рибальство. Основні промислові види — представники родин косаткових і пангасієвих сомів, а також акліматизована тут нільська тиляпія. Від початку 2000-х років місцева влада докладає зусиль з розвитку туризму на берегах Капуаса. Основний наголос робиться на розвиток відповідної інфраструктури на Пулао-Тело (індонез. Pulau Telo) — групі з трьох островів у гирлі річки, що належать до території однойменного поселення на околиці Куала-Капуаса.

## Екологічний стан
Від кінця XX століття значно погіршився екологічний стан у басейні річки внаслідок активізації господарської діяльності людини. За оцінками місцевих фахівців найбільшу загрозу становить забруднення вод Капуаса ртуттю, яку активно застосовують у процесі видобутку золота у верхів'ях річки. На різних ділянках річки неодноразово зареєстровані випадки масової загибелі риби. Крім того, виникали проблеми в забезпеченні місцевого населення питною водою. Станом на початок 2010-х років заходи, яких вживає влада, не призводять до кардинального поліпшення ситуації.